# 奈良市立佐保小学校
奈良市立佐保小学校（ならしりつ さほしょうがっこう）は、奈良県奈良市法蓮町にある公立小学校。令和4年度で創立100年を迎える。

## 沿革
- 1922年（大正11年）1月13日 - 奈良第五尋常小学校として開校。
- 1922年（大正11年）11月1日 - 開校式を挙行。
- 1923年（大正12年）4月1日 - 奈良第五尋常高等小学校と改称。
- 1941年（昭和16年）4月1日 - 奈良県奈良市佐保国民学校と改称。
- 1947年（昭和22年）4月1日 - 奈良市立佐保小学校と改称。
- 1991年（平成3年）4月1日 - 奈良市立佐保川小学校を分離。

## 通学区域
- 油阪町の一部、奥芝町、押小路町、北市町、北魚屋西町、北魚屋東町、北川端町、北小路町、北半田中町、北半田西町、北袋町、後藤町、阪新屋町、芝辻町の一部、菖蒲池町、高天市町、多門町、内侍原町、奈良阪町の一部、西包永町、西笹鉾町、西新在家町、西新在家号所町、畑中町、半田突抜町、半田開町、半田横町、船橋町、法蓮町の一部（ＪＲ関西本線以東）、法華寺町の一部（ＪＲ関西本線以東）、南半田中町、南半田西町、南法蓮町、法蓮佐保山一丁目、法蓮佐保山二丁目、法蓮佐保山三丁目、法蓮佐保山四丁目、奈保町[1]

※卒業後は基本的に奈良市立若草中学校に進学する。

## 通学区域が隣接している学校
- 奈良市立鼓阪北小学校
- 奈良市立鼓阪小学校
- 奈良市立椿井小学校
- 奈良市立大宮小学校
- 奈良市立佐保川小学校
- 奈良市立佐保台小学校